# Muzeum Górnictwa w Nowej Rudzie
Muzeum Górnictwa w Nowej Rudzie – prywatne muzeum z siedzibą w Nowej Rudzie. Placówka mieści się w dawnej Kopalni Węgla Kamiennego Nowa Ruda. W skład placówki –  oprócz muzeum – wchodzi Podziemna Trasa Turystyczna „Kopalnia Węgla Kamiennego w Nowej Rudzie”.
Idea powołania muzeum powstała w 1992 roku, a orędownikiem jego powstania był pracownik noworudzkiej kopalni, mgr inż. Czesław Lis. Bazą do utworzenia placówki była Sztolnia Ćwiczebna Zespołu Szkół Górniczych. Koncepcja muzeum została zaakceptowana przez władze miasta Nowa Ruda. Obecnie właścicielem obiektu jest Barbara Korbas, prowadząca działalność pod nazwą Przedsiębiorstwo Usług Turystycznych „Kopalnia Węgla”.
W skład ekspozycji, prezentowanej w budynku dawnej dyspozytorni wchodzi wystawa, prezentująca noworudzkie górnictwo węgla kamiennego: jego historię i organizację, górnicze narzędzia i urządzenia, stroje i ubiory robocze oraz modele dawnych budynków i maszyn. Ponadto zobaczyć można konstrukcję szybu „Lech”. W skład podziemnej części muzeum wchodzi trasa turystyczna o długości 700 metrów, urządzona w sztolni „Lech” w dawnym polu górniczym „Piast”. Zgromadzono w niej szereg działających maszyn i urządzeń charakterystycznych dla górnictwa węgla kamiennego. Podczas zwiedzania trasy prezentowane są m.in. technologie zabezpieczania chodników, metody wydobycia i transportu węgla, urządzenia górnicze (kombajn górniczy, wrębiarka). Do elementów trasy należą m.in. okazy skamieniałej araukarii czy tzw. „ul” czyli górnicza ubikacja. Przewidziane jest również spotkanie ze Skarbnikiem. Dzięki umiejscowieniu sztolni w górze, trasa przebiega poziomo.
Zwiedzanie trasy kończy wyjazd elektryczną kolejką górniczą, mogącą zabrać do 36 osób. Tory mają prześwit 430 mm, a długość pokonywanej trasy wynosi ok. 200 metrów. Pociąg złożony z trzech oryginalnych czteroosiowych wagonów osobowych do transportu dołowego ciągnie niemiecka akumulatorowa lokomotywa Jung z 1963 roku. Na terenie obiektu eksponowany jest też pociąg z kopalni „Słupiec” o rozstawie szyn 600 mm.
Muzeum jest obiektem całorocznym, czynnym codziennie, z niewielkimi wyjątkami w święta. Wstęp jest płatny, wejścia o określonych godzinach (pełnych i połówkach), zależnych od pory roku. 

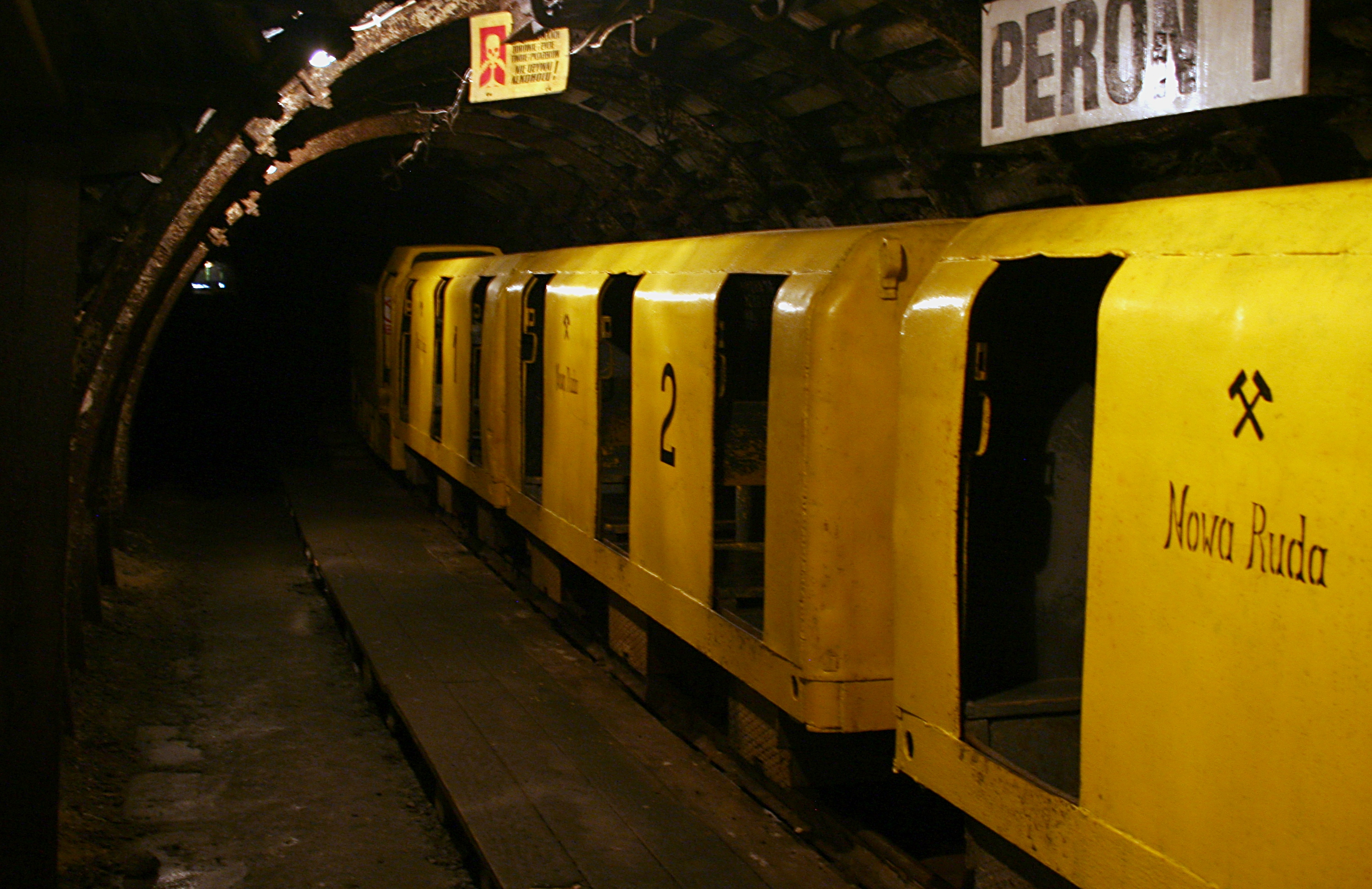
Podziemna trasa turystyczna – kolejka